# Cargeghe
Cargeghe település Olaszországban, Szardínia régióban, Sassari megyében. Lakosainak száma 580 fő (2023. január 1.). Cargeghe Codrongianos, Florinas, Muros, Osilo és Ossi községekkel határos.

## Népesség
A település népességének változása:
| Lakosok száma | 721  | 633  | 580  |
|               | 2017 | 2018 | 2023 |